# Verein für Rasenspiele Mannheim 1962-1963
Questa voce raccoglie le informazioni riguardanti il Verein für Rasenspiele Mannheim nelle competizioni ufficiali della stagione 1962-1963.

## Stagione
Nella stagione 1962-1963 il VfR Mannheim, allenato da Fiffi Kronsbein, concluse il campionato di Oberliga sud al 12º posto.

## Rosa
| N. |                     | Ruolo | Calciatore          |
| -- | ------------------- | ----- | ------------------- |
|    | Germania (bandiera) | P     | Hans Benzler        |
|    | Germania (bandiera) | P     | Herbert Binder      |
|    | Germania (bandiera) | D     | Hans Arnold         |
|    | Germania (bandiera) | D     | Karl-Heinz Hoffmann |
|    | Germania (bandiera) | D     | Karl-Heinz Kott     |
|    | Germania (bandiera) | D     | Hans Krauß          |
|    | Germania (bandiera) | D     | Egon Reffert        |
|    | Germania (bandiera) | D     | Günther Schreck     |
|    | Germania (bandiera) | D     | Norbert Spiesberger |
|    | Germania (bandiera) | D     | Hans Wäckerle       |
|    | Germania (bandiera) | C     | Willi Bleser        |
|    | Germania (bandiera) | C     | Heribert Franken    |

| N. |                     | Ruolo | Calciatore       |
| -- | ------------------- | ----- | ---------------- |
|    | Germania (bandiera) | C     | Wolfgang Platz   |
|    | Germania (bandiera) | C     | Günther Rehbein  |
|    | Germania (bandiera) | C     | Lorenz Schmitt   |
|    | Germania (bandiera) | C     | Werner Veit      |
|    | Germania (bandiera) | A     | Rudolf Bast      |
|    | Ungheria (bandiera) | A     | Bela Pusztai     |
|    | Germania (bandiera) | A     | Dieter Sagray    |
|    | Germania (bandiera) | A     | Hermann Sauter   |
|    | Germania (bandiera) | A     | Gerd Schüning    |
|    | Germania (bandiera) | A     | Manfred Specht   |
|    | Germania (bandiera) | A     | Peter Zimmermann |

## Organigramma societario
Area tecnica
- Allenatore: Fiffi Kronsbein
- Allenatore in seconda:
- Preparatore dei portieri:
- Preparatori atletici:
- Analisi video:

## Calciomercato

### Sessione estiva
| Acquisti | Acquisti | Acquisti | Acquisti |
| R.       | Nome     | da       | Modalità |
| -------- | -------- | -------- | -------- |

| Cessioni | Cessioni   | Cessioni          | Cessioni |
| R.       | Nome       | a                 | Modalità |
| -------- | ---------- | ----------------- | -------- |
| D        | Willi Röth | Tura Ludwigshafen |          |

## Risultati

### Oberliga sud

#### Girone di andata
| Arbitro: | Betz |

|                                       |           |               |
| Veit 9’ Bleser 32’ Schmitt 58’ (rig.) | Marcatori | 30’ Biesinger |

| Arbitro: | Jedele |

|                         |           |                               |
| Lechner 17’ Metzger 47’ | Marcatori | 66’ Bast 80’ Veit 87’ Schmitt |

| Arbitro: | Alt |

|                         |           |                                                       |
| Veit 4’ Bleser 11’, 23’ | Marcatori | 15’ Siebert 37’ (rig.) Hoffmann 40’ Ruoff 73’ Stocker |

| Arbitro: | Neumeier |

|                          |           |                 |
| Hahn 24’ (rig.) Solz 31’ | Marcatori | 28’ (rig.) Bast |

| Arbitro: | Kreitlein |

|  |           |                          |
|  | Marcatori | 33’ Sieber 77’ Ohlhauser |

| Arbitro: | Treiber |

|                       |           |            |
| Kraus 12’ Masurek 88’ | Marcatori | 43’ Arnold |

| Arbitro: | Meißner |

|                      |           |          |
| Jendrosch 30’ (rig.) | Marcatori | 27’ Veit |

| Arbitro: | Fischer |

|                                 |           |                        |
| Schmitt 22’ Veit 84’ Arnold 89’ | Marcatori | 80’ Nuber 90’ Kaufhold |

| Arbitro: | Reil |

|                                                    |           |  |
| Kott 15’ (aut.) Geisert 23’ Witlatschil 87’ (rig.) | Marcatori |  |

| Arbitro: | Schmid |

|            |           |            |
| Bleser 38’ | Marcatori | 19’ Maurus |

| Arbitro: | Sparing |

|                                                |           |  |
| Flachenecker 8’ (rig.) Albrecht 61’ Strehl 78’ | Marcatori |  |

| Arbitro: | Treiber |

|                          |           |             |
| Bast 42’ Arnold 68’, 83’ | Marcatori | 41’ Lindner |

| Arbitro: | Alt |

|                                                                                  |           |  |
| Brunnenmeier 3’ Kohlars 38’ Spiesberger 55’ (aut.) Schreck 68’ (aut.) Zeiser 77’ | Marcatori |  |

| Arbitro: | Rodenhausen |

|            |           |  |
| Arnold 79’ | Marcatori |  |

| Arbitro: | Sparing |

|           |           |                        |
| Weise 14’ | Marcatori | 13’ Schmitt 15’ Arnold |

#### Girone di ritorno
| Arbitro: | Kreitlein |

|                                              |           |                           |
| Biesinger 3’ Wäckerle 27’ (aut.) Gresens 60’ | Marcatori | 22’ Schmitt 65’, 69’ Kott |

| Arbitro: | Heckeroth |

|                         |           |             |
| Bast 7’, 23’ Bleser 76’ | Marcatori | 71’ Lechner |

| Arbitro: | Wengenmayer |

|                             |           |                     |
| Siebert 12’ Faltermeier 88’ | Marcatori | 23’ Bleser 35’ Kott |

| Arbitro: | Riegg |

|          |           |             |
| Bast 76’ | Marcatori | 85’ Lindner |

| Arbitro: | Treiber |

|                                                         |           |               |
| Sieber 47’ (rig.), 70’ Drescher 49’ Brenninger 64’, 72’ | Marcatori | 55’, 74’ Kott |

| Arbitro: | Sparing |

|  |           |                                    |
|  | Marcatori | 45’ (aut.) Spiesberger 68’ Grübert |

| Arbitro: | Betz |

|            |           |                   |
| Arnold 10’ | Marcatori | 28’ (aut.) Sagray |

| Arbitro: | Fischer |

|                   |           |                 |
| Kraus 7’ Gast 15’ | Marcatori | 21’, 33’ Arnold |

| Arbitro: | Fischer |

|  |           |             |
|  | Marcatori | 89’ Geisert |

| Arbitro: | Jedele |

|                          |           |                                       |
| Steinle 65’ Fröhlich 76’ | Marcatori | 7’ Arnold 30’ Kott 38’, 44’, 67’ Bast |

| Arbitro: | Rodenhausen |

|          |           |  |
| Bast 47’ | Marcatori |  |

| Arbitro: | Kreitlein |

|                          |           |          |
| Feilhuber 58’ Werner 84’ | Marcatori | 31’ Bast |

| Arbitro: | Sparing |

|                             |           |                      |
| Stemmer 62’ (aut.) Bast 72’ | Marcatori | 33’ Heiß 89’ Steiner |

| Arbitro: | Freimuth |

|                                                  |           |                     |
| Perras 18’ Schneider 42’ Fürther 46’ Schmidt 69’ | Marcatori | 24’ Kott 31’ Bleser |

| Arbitro: | Alt |

|                 |           |                                     |
| Arnold 20’, 90’ | Marcatori | 7’ Weise 14’, 89’ Wanner 39’ Höller |

## Statistiche

### Statistiche di squadra
| Competizione | Punti | In casa | In casa | In casa | In casa | In casa | In casa | In trasferta | In trasferta | In trasferta | In trasferta | In trasferta | In trasferta | Totale | Totale | Totale | Totale | Totale | Totale | DR  |
| Competizione | Punti | G       | V       | N       | P       | Gf      | Gs      | G            | V            | N            | P            | Gf           | Gs           | G      | V      | N      | P      | Gf     | Gs     | DR  |
| ------------ | ----- | ------- | ------- | ------- | ------- | ------- | ------- | ------------ | ------------ | ------------ | ------------ | ------------ | ------------ | ------ | ------ | ------ | ------ | ------ | ------ | --- |
| Oberliga sud | 26    | 15      | 6       | 4       | 5       | 24      | 23      | 15           | 3            | 4            | 8            | 25           | 39           | 30     | 9      | 8      | 13     | 49     | 62     | -13 |
| Totale       | 26    | 15      | 6       | 4       | 5       | 24      | 23      | 15           | 3            | 4            | 8            | 25           | 39           | 30     | 9      | 8      | 13     | 49     | 62     | -13 |

### Andamento in campionato
| Giornata  | 1 | 2 | 3 | 4 | 5  | 6  | 7  | 8  | 9  | 10 | 11 | 12 | 13 | 14 | 15 | 16 | 17 | 18 | 19 | 20 | 21 | 22 | 23 | 24 | 25 | 26 | 27 | 28 | 29 | 30 |
| --------- | - | - | - | - | -- | -- | -- | -- | -- | -- | -- | -- | -- | -- | -- | -- | -- | -- | -- | -- | -- | -- | -- | -- | -- | -- | -- | -- | -- | -- |
| Luogo     | C | T | C | T | C  | T  | T  | C  | T  | C  | T  | C  | T  | C  | T  | T  | C  | T  | C  | T  | C  | C  | T  | C  | T  | C  | T  | C  | T  | C  |
| Risultato | V | V | P | P | P  | P  | N  | V  | P  | N  | P  | V  | P  | V  | V  | N  | V  | N  | N  | P  | P  | N  | N  | P  | V  | V  | P  | N  | P  | P  |
| Posizione | 2 | 3 | 5 | 8 | 10 | 13 | 12 | 11 | 11 | 12 | 12 | 12 | 14 | 11 | 8  | 9  | 8  | 8  | 8  | 9  | 11 | 10 | 11 | 12 | 10 | 10 | 11 | 11 | 12 | 12 |

Legenda:

Luogo: C = Casa; T = Trasferta. Risultato: V = Vittoria; N = Pareggio; P = Sconfitta.

### Statistiche dei giocatori
| H. Arnold      | 26 | 12 | 0 | 0 |
| R. Bast        | 29 | 12 | 0 | 0 |
| H. Benzler     | 30 | 0  | 0 | 0 |
| H. Binder      | 0  | 0  | 0 | 0 |
| W. Bleser      | 18 | 7  | 0 | 0 |
| H. Franken     | 7  | 0  | 0 | 0 |
| K. Hoffmann    | 5  | 0  | 0 | 0 |
| K. Kott        | 25 | 7  | 0 | 0 |
| H. Krauß       | 5  | 0  | 0 | 0 |
| W. Platz       | 1  | 0  | 0 | 0 |
| B. Pusztai     | 4  | 0  | 0 | 0 |
| E. Reffert     | 5  | 0  | 0 | 0 |
| G. Rehbein     | 24 | 0  | 0 | 0 |
| D. Sagray      | 19 | 0  | 0 | 0 |
| H. Sauter      | 1  | 0  | 0 | 0 |
| L. Schmitt     | 30 | 5  | 0 | 0 |
| G. Schreck     | 27 | 0  | 0 | 0 |
| G. Schüning    | 2  | 0  | 0 | 0 |
| M. Specht      | 1  | 0  | 0 | 0 |
| N. Spiesberger | 25 | 0  | 0 | 0 |
| W. Veit        | 17 | 5  | 0 | 0 |
| H. Wäckerle    | 28 | 0  | 0 | 0 |
| P. Zimmermann  | 1  | 0  | 0 | 0 |